# Andrei Yuryevich Chasovskikh
Bản mẫu:Eastern Slavic name
Andrei Yuryevich Chasovskikh (tiếng Nga: Андрей Юрьевич Часовских; sinh ngày 31 tháng 5 năm 1991) là một tiền đạo bóng đá người Nga. Anh thi đấu cho F.K. Tambov.

## Sự nghiệp câu lạc bộ
Anh có màn ra mắt tại Russian Second Division cho F.K. Tambov vào ngày 16 tháng 7 năm 2013 trong trận đấu với FC Oryol.